# Goli otok
Goli otok (kroatisch für „Nackte Insel“) ist eine kroatische Adria-Insel zwischen der Insel Rab und dem Festland. Sie gehört zur Gespanschaft Primorje-Gorski kotar und erstreckt sich über eine Fläche von 4,7 Quadratkilometern. Die ehemalige Gefängnisinsel ist heute unbewohnt, kann aber von Touristen besichtigt werden.
Bekannt ist die Insel aufgrund des 1949 durch die Kommunistische Partei Jugoslawiens (KPJ) errichteten Umerziehungslagers für politische Gefangene. In Folge des Bruchs des Tito-Regimes mit der Sowjetunion wurden als „Stalinisten“ bezeichnete Anhänger des Kominforms interniert, die bis zur Aussöhnung mit der Sowjetunion nach Stalins Tod als Volksfeinde galten. Mehr als 55.000 KPJ-Mitglieder wurden aus der Partei ausgeschlossen und viele von der jugoslawischen Geheimpolizei UDB (ab 1966 SDB) und dem Militärgeheimdienst KOS verhaftet. Zwischen 11.000 und 18.000 von ihnen wurden auf Goli otok (Männerlager) und der Nachbarinsel Sveti Grgur (Frauenlager) inhaftiert, daneben auch einige überlebende Ustascha-Faschisten. Ab etwa 1955 wurden auch andere angebliche Staatsfeinde gefangen gehalten.
Die Gefangenen wurden zur Zwangsarbeit in den Steinbrüchen und Werkstätten eingesetzt, gefoltert und getötet. 1988 wurde das auch als „Titos KZ“ oder beschönigend „Titos Hawaii“ (Titovi Havaji) bezeichnete Gefängnis stillgelegt und 1989 völlig verlassen, woraufhin fast sämtliche beweglichen Gegenstände geplündert wurden.

## Geschichte
In den vergangenen Jahrhunderten diente die Insel Goli otok, die etwa fünf Kilometer vom nächstgelegenen Hafen der Nachbarinsel Rab entfernt liegt, hauptsächlich als Weidegrund für Schafherden. Auf der Insel wurden einige Zisternen sowie provisorische Unterkünfte für Hirten errichtet.
Bis zum Ersten Weltkrieg gab es auf Goli otok keine Siedlungen. Österreich-Ungarn errichtete dann während des Krieges auf der Insel ein Gefangenenlager für russische Kriegsgefangene.
Nach dem Ersten Weltkrieg wurde sie von den Italienern übernommen, die versuchten, auf ihr Bauxit abzubauen, was sich aber als unrentabel erwies. Danach betrieb ein Großhändler aus Brinje namens Rade Vuković dort wieder eine Schafzucht. Im Jahr 1939 gab es im Königreich Jugoslawien Pläne des Generals Dušan Simović, auf der Insel ein Konzentrationslager für Kommunisten einzurichten, die aber nicht verwirklicht worden sind.

## Umerziehungslager und Staatsgefängnis Jugoslawiens

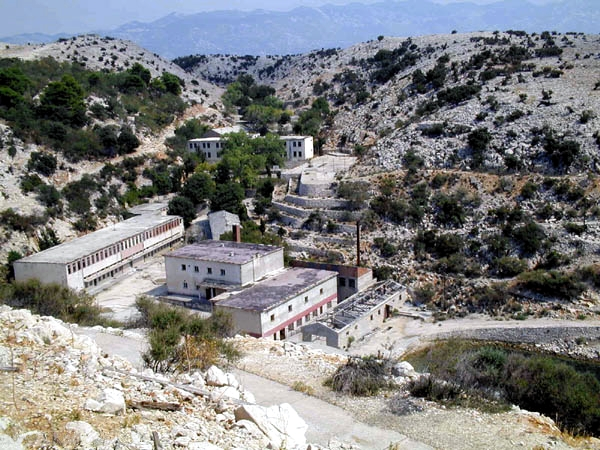
Ein Teil der Anlagen, u. a. Bäckerei und Heizwerk auf Goli otok (2005).

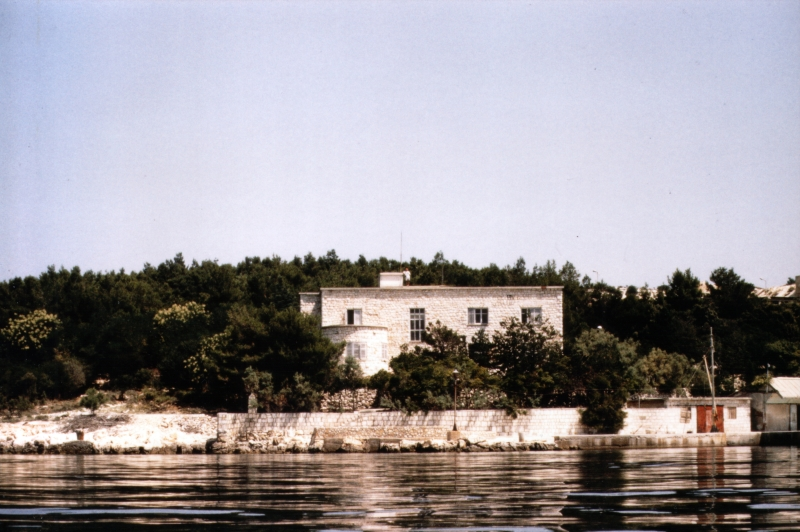
Gefängnisgebäude auf Goli otok (1991).

Nach dem Zweiten Weltkrieg erfolgte eine Enteignung, wodurch die Insel in Besitz des nun sozialistischen Staates Jugoslawien kam. Nach dem Ausschluss Jugoslawiens aus dem Kominform und dem dauerhaften Bruch Titos mit Stalin wurde 1949 auf ihr ein Gefangenenlager für politische Häftlinge errichtet. Das Gefangenenlager diente zuallererst als Auffanglager für jugoslawische Anhänger der Sowjetunion und Stalins und galt anfangs daher auch als Gulag für Stalinisten. Einer der Hauptinitiatoren für diese Idee war der damalige jugoslawische Innenminister Aleksandar Ranković. An dem Beschluss, es dort zu errichten, war auch der spätere Parteidissident und Schriftsteller Vladimir Dedijer beteiligt.
Im Sommer 1949 kamen mit Kominform-Anhängern und Faschisten die ersten Gefangenen auf die Insel. Ab etwa 1955 wurden auch andere angebliche Staatsfeinde gefangen gehalten: Sozialdemokraten, Bürgerliche, Monarchisten und westlich Orientierte. Vielfach waren diese unter Folter zu falschen Selbstbeschuldigungen gezwungen worden und zur Haft auf der lebensfeindlichen Insel verurteilt worden.
Nachdem zuvor die Arbeit in Steinbrüchen verrichtet wurde, stellten ab den 1960er Jahren die Häftlinge auf Goli otok unter anderem Terrazzofliesen und Möbel her.
Auf Goli otok herrschten Rechtlosigkeit, Willkür, Terror und Gewalt. Gegenseitige Denunziationen unter den Häftlingen boten Chancen auf leichtere Haft oder gar Entlassung. Die Gefangenen wurden zu schweren körperlichen Arbeiten ohne Rücksicht auf die Wettergegebenheiten gezwungen und waren darüber hinaus regelmäßig Misshandlungen seitens des Wachpersonals ausgesetzt. Zahlreiche Gefangene starben. Die genaue Zahl ist nicht bekannt. Schätzungen variieren von etwa 400 bis über 600 Toten.
Die Gefangenentransporte fanden ohne jegliche Verpflegung und ohne Sitzplätze in Viehwagen statt, welche aus dem Landesinneren mit der Eisenbahn zum Hafen von Bakar gebracht wurden. Von dort wurden sie an Händen und Füßen gefesselt mit einem Schiff  auf die Insel gebracht, was je nach Wetterlage 5 bis 6 Stunden dauerte und selbst bei starken Stürmen durchgeführt wurde.
Nachdem die Gefangenen auf der Insel eingetroffen waren, wurden sie von den Wachleuten und den anwesenden Gefangenen verprügelt. Außerdem wurden die Neuankömmlinge gezwungen, Loblieder und Parolen zu Ehren des Staatspräsidenten Tito zu singen.
Dabei kam es manchmal zu absurden Situationen, in denen Wachleute auf Gefangene einschlugen, mit denen sie ein paar Jahre zuvor während des Krieges in der gleichen Partisaneneinheit im Einsatz waren.

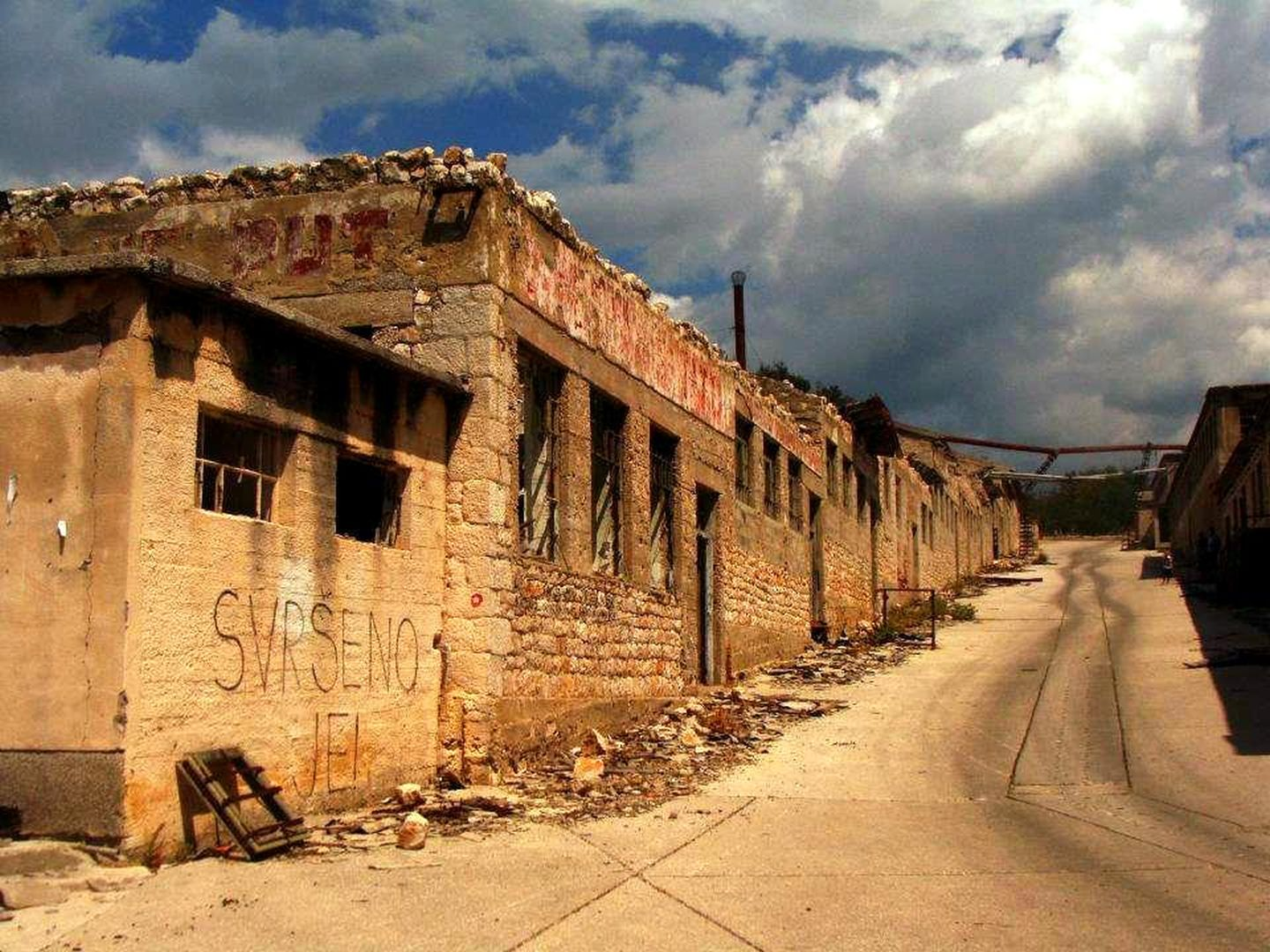
Gefängnisgebäude (2012)

Auf der Nachbarinsel Sveti Grgur wurde ein vergleichbares Gefängnis, in dem ähnliche Zustände herrschten, ursprünglich nur für Frauen errichtet.
Zwei Jahre vor dem Zerfall Jugoslawiens wurde das Gefängnis auf Goli otok aufgegeben.

### Leitung
In den frühen 1950er-Jahren wurde das Lager von dem montenegrinischen Kommunisten Veselin Bulatović geleitet. 1966 wurde mit dem jugoslawischen Geheimdienstchef Aleksandar Ranković, auch der damalige Lagerdirektor Slavko Barta seines Postens enthoben. Im Jahr 1981 war Anton Silić Direktor des Lagers.

### Gefangene
Insgesamt wurden 16.500 Personen auf der Insel eingesperrt. Die meisten Staatsfeinde wurden ohne Gerichtsurteil auf die Insel verfrachtet. Neben Stalinisten und Ustascha befanden sich darunter auch Arbeiter, Bauern, Intellektuelle, Studenten und Beamte. Die härtesten Gegner des Tito-Regimes blieben bis 1985 auf Goli otok.

### Verarbeitung in der Literatur
1960 wurde in der Sozialistischen Volksrepublik Albanien die deutschsprachige Broschur In den Gefängnissen und Konzentrationslagern Jugoslaviens herausgegeben, die sich ausführlich mit dem Lager und den Folterungen auf Goli otok beschäftigte.
Der kroatische Journalist Bruno Bušić veröffentlichte 1976 in den Vereinigten Staaten das Buch „UDBA archipelago : prison terror in Croatia“ (Der UDBa-Archipel : Gefängnisterror in Kroatien).
Der autobiographische Roman Umiranje na obroke (Tod in Raten) des slowenischen Ex-Dachau-Häftlings Boris Fakin erschien 1984 unter dessen Pseudonym Igor Torkar, mit Unterstützung des kommunistischen Lyrikers und Weltkriegspartisanen Matej Bor bei Delo in Ljubljana und beim Globus-Verlag in Zagreb. Fakin war nach seiner Rückkehr 1948 als angeblicher Gestapo-Agent in einem der stalinistischen Schauprozesse, der „Dachau-Prozesse“ von 1947/48, zu 12 Jahren Lagerhaft verurteilt worden.
Im selben Jahr erschien in den USA Goli otok – The Island of Death, in dem der mazedonisch-bulgarische Schriftsteller Venko Markovski die Schrecken der Gefängnisinsel beschrieb.
Der in Rovinj geborene Poet Ligio Zanini (1927–1993) schrieb im Jahr 1990 sein autobiografisches Werk Martin Muma über seine Häftlingszeit auf der Insel.
Der Slowene Branko Hofman schrieb das Buch „Noč do jutra“ (Nacht bis zum Morgen) über seine Erlebnisse als Gefangener auf der Insel.
Auch der Ich-Erzähler im Roman Alla cieca (Blendungen) des italienischen Schriftstellers Claudio Magris berichtet über seine Zeit auf Goli otok und die dortigen brutalen Haftbedingungen und Folterungen.
Der Slowene Drago Jančar berichtet über die Region und die Insel in seinem Essayband Brioni.
In dem Roman Was Nina wusste (Hanser Verlag, 2020) des israelischen Schriftstellers David Grossman spielt die fiktional verarbeitete Lebensgeschichte der Zeitzeugin Eva Panić-Nahir und ihre Haft auf der adriatischen Gefängnisinsel eine nicht unbedeutende Rolle.